# Riccia indusiata
Riccia indusiata là một loài rêu trong họ Ricciaceae. Loài này được S. Winkl. mô tả khoa học đầu tiên năm 1976.